# Citoyenneté québécoise
La citoyenneté québécoise est un concept correspondant aux devoirs et à l'exercice des droits civiques d'un individu domicilié dans la province canadienne du Québec. Cette citoyenneté, en superposition ou parfois en dissonance avec la citoyenneté canadienne, n'est pas légalement définie ou encadrée, bien que des initiatives en ce sens ont vu le jour dans les dernières années.

## Cadre légal
En 2001, le rapport final des États généraux sur la situation et l'avenir de la langue française au Québec propose la création d'une citoyenneté québécoise dans l'objectif d'assurer la préservation du français.
En 2007, la députée Pauline Marois dépose à l'Assemblée nationale un projet de Loi sur l’identité québécoise où la citoyenneté québécoise serait légalement instituée. La qualité de citoyen serait attribuée à toute personne possédant une connaissance appropriée du français et du Québec; détenant la citoyenneté canadienne et résidant au Québec / ou née au Québec / ou née à l'étranger d'un parent détenant la citoyenneté québécoise. L'obtention d'une carte de citoyenneté délivrée par le ministère de la Justice donnerait droit entre autres à l'éligibilité lors des élections municipales, scolaires et législatives. Soulevant des critiques constitutionnelles, le projet de loi n'est de toute façon pas débattu et devient caduc avec la fin de la 38e législature.

## Enseignement primaire et secondaire
Un programme obligatoire nommé Culture et citoyenneté québécoise est enseigné durant le parcours scolaire primaire et secondaire au Québec. Il est conçu en 2021 en remplacement du programme Éthique et culture religieuse et est enseigné progressivement depuis 2022. Le programme définit ainsi la citoyenneté québécoise :

« L’exercice de la citoyenneté québécoise se déroule dans un espace négocié où les règles et les normes communes sont discutées à travers le dialogue. Il met en relation la diversité des points de vue et des expériences avec l’appartenance à la société québécoise ainsi qu’avec la prise en compte des droits et des responsabilités individuels et collectifs. »

— Gouvernement du Québec, Programme Culture et citoyenneté québécoise, Québec, Ministère de l’Éducation, 2023 (lire en ligne), p. 3

## Cérémonie de citoyenneté québécoise
Au Canada, le serment de citoyenneté est une cérémonie officielle permettant d'officialiser l'acquisition de la citoyenneté canadienne. Cette cérémonie associée à l'obtention d'un statut juridique n'existe pas à l'échelle québécoise, entre autres parce que la citoyenneté canadienne définit et attribue déjà les droits et responsabilités applicables et valides dans toutes les provinces canadiennes. Les défenseurs d'une cérémonie de citoyenneté québécoise critiquent cependant un manque de sensibilité et de substance par rapport à l'identité québécoise lors de ces cérémonies. Parmi les propositions les plus récurrentes, on retrouve un serment adressé au peuple québécois plutôt qu'un serment d’allégeance au roi du Canada – symbole monarchique perçu majoritairement comme archaïque au Québec – ainsi qu'une démonstration d'une connaissance suffisante du français plutôt que la connaissance d'une seule des deux langues officielles du Canada, ce critère permettant de pendre part à la société majoritairement francophone qu'est le Québec sans savoir parler français. 
En 2021, la députée Catherine Fournier dépose un projet de Loi favorisant l’intégration des personnes immigrantes en prévoyant l’organisation de cérémonies d’accueil pour les nouveaux arrivants. Il propose que le ministre de l’Immigration, de la Diversité et de l’Inclusion organise des « cérémonies d’accueil » pour souligner l’établissement à titre permanent des ressortissants étrangers sélectionnés par le gouvernement québécois. En juin 2023, le Parti québécois propose de mettre en place des cérémonies de citoyenneté québécoise pour les nouveaux résidents du Québec. 
Pour l'instant, des cérémonies de citoyenneté québécoise officieuses sont organisées périodiquement à l'initiative de certains députés auprès de nouveaux arrivants de leur circonscription électorale. Elles sont parfois organisées le jour de la Fête nationale du Québec,. Elles peuvent inclure la remise d'un certificat symbolique et d'un drapeau québécois,.